# Rivarolo Mantovano
Rivarolo Mantovano là một đô thị tại tỉnh Mantova trong vùng Lombardia của Italia, có vị trí cách khoảng 110 km về phía đông nam của Milano và khoảng 30 km về phía tây nam của Mantova. Tại thời điểm ngày 31 tháng 12 năm 2004, đô thị này có dân số 2.702 người và diện tích là 25,5 km².
Đô thị Rivarolo Mantovano có các frazione (đơn vị trực thuộc) Cividale Mantovano.
Rivarolo Mantovano giáp các đô thị: Bozzolo, Casteldidone, Piadena, Rivarolo del Re ed Uniti, San Martino dall'Argine, Spineda, Tornata.